# Stenocephalemys
A Stenocephalemys az emlősök (Mammalia) osztályának a rágcsálók (Rodentia) rendjébe, ezen belül az egérfélék (Muridae) családjába tartozó nem.

## Rendszerezés
A nembe az alábbi 4 faj tartozik:
- Stenocephalemys albipes Rüppell, 1842 - korábban Myomys albipes
- Stenocephalemys albocaudata Frick, 1914 - típusfaj
- Stenocephalemys griseicauda F. Petter, 1972
- Stenocephalemys ruppi Van der Straeten & Dieterlen, 1983 - korábban Myomys ruppi